# Dentizetes rudentiger
Dentizetes rudentiger är en kvalsterart som beskrevs av Hammer 1952. Dentizetes rudentiger ingår i släktet Dentizetes och familjen Ceratozetidae. Inga underarter finns listade i Catalogue of Life.